# 1941—1945年偉大衛國戰爭戰勝德國獎章

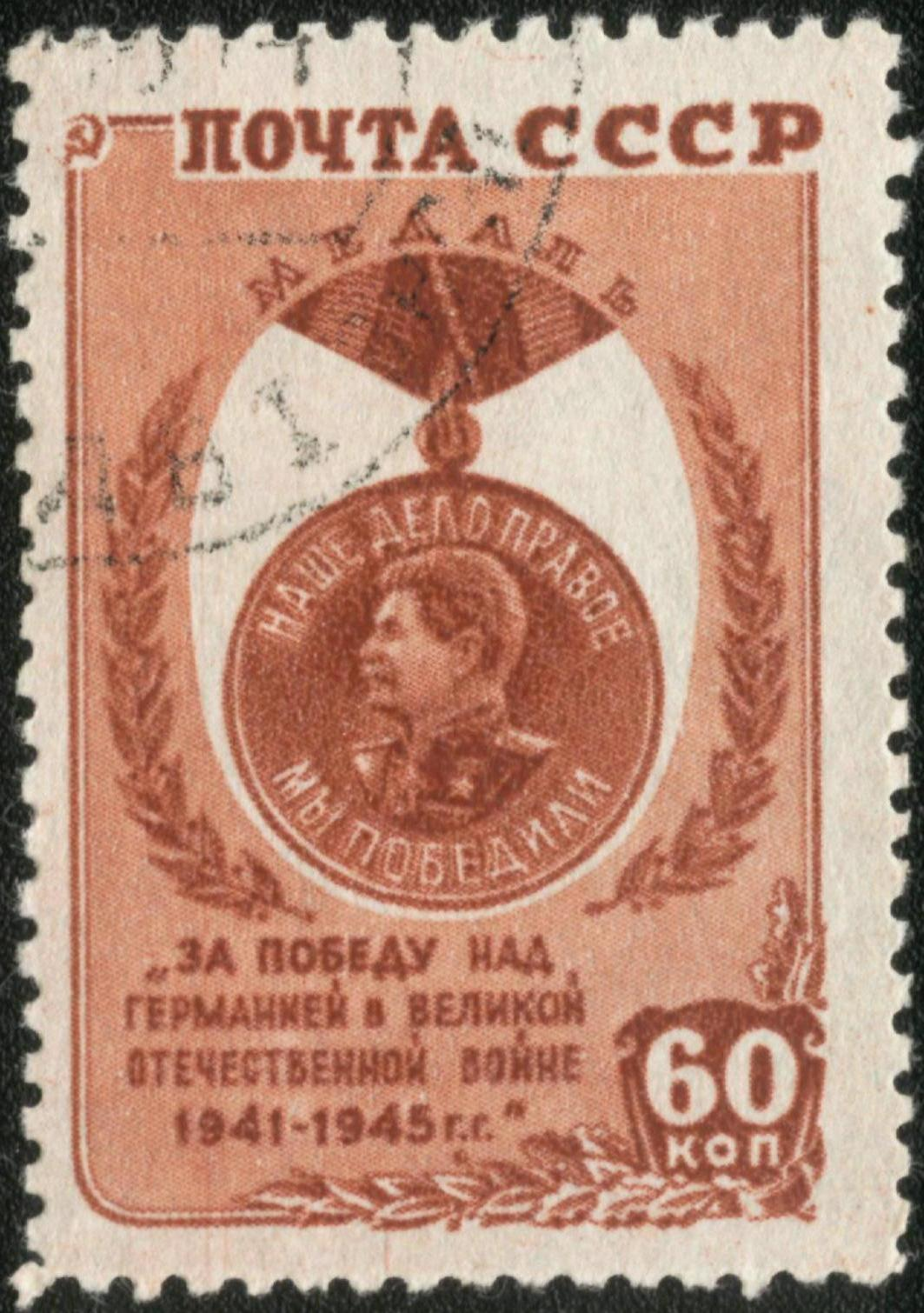
以1941-1945年偉大衛國戰爭戰勝德國獎章為主題的郵票

1941-1945年偉大衛國戰爭戰勝德國獎章（俄語：медаль «За победу над Германией в Великой Отечественной войне 1941—1945 гг.»）是苏联在苏德战争（又稱「偉大衛國戰爭」）結束后不久的1945年5月9日，由蘇聯最高蘇維埃主席團頒令設立的一種軍事獎章，以慶祝其在衛國戰爭中的勝利。

## 頒授情況
本章授予所有直接參與反對納粹德國的戰鬥，或以其在軍事方面的工作保障這場戰爭勝利的人員，包括紅軍、紅海軍及內務人民委員部部隊的軍事人員和非軍事人員；以及在衛國戰爭期間因傷病或蘇聯共產黨當局的調動，而離開軍隊的紅軍、紅海軍及內務人民委員部部隊人員。此獎章以蘇聯最高蘇維埃主席團的名義授予，根據所在部隊主官、地區或城市政府的具体文件頒發。由各军事单位、编队指挥官，机构、院校负责人，共和国、领地、大区、区或城镇各级军事委员代表苏联最高苏维埃主席团授予获奖人。

## 奖章制式
本章採用五邊形綬帶，主體為32mm的銅製圓形獎章，兩側有兩側凸起邊緣。在其正面為面朝左方，身穿元帥禮服，配戴元帥星證章及社會主義勞動英雄鎚子鐮刀獎章 的史達林頭像；在頭像上方，圍繞著俄文「我們的事業是正義的」（НАШЕ ДЕЛО ПРАВОЕ）；下方則圍繞著俄文「我們勝利了」（МЫ ПОБЕДИЛИ）。其背面圍繞著獎章的背面為「战胜德国」的字樣（ЗА ПОБЕДУ НАД ГЕРМАНИЕЙ）；中央為「在1941—1945年伟大衛國戰爭」；底部為一小五角星。(俄語：«В ВЕЛИКОЙ ОТЕЧЕСТВЕННОЙ ВОЙНЕ 1941—1945 ГГ.»)。
本章章略為24毫米闊的乔治丝带（與光榮勳章非常相似）
本章與在1945年9月30日的战胜日本奖章样式很相像。此奖章的斯大林是面向左侧（朝着德国的方向），而战胜日本奖章則面向右侧（朝着日本的方向）。。
本章一般佩戴在左胸，當存在其他蘇聯勳章獎章時，應配戴在保衛蘇聯北極地區獎章之後。如果佩戴了其它俄羅斯聯邦勳章或獎章，則後者具有優先權。

## 部分獲獎者
本章的部分獲獎者：

### 蘇聯獲獎者
- 蘇聯共產黨領導安德烈·日丹諾夫
- 蘇聯元帥格奧爾基·朱可夫
- 蘇聯元帥康斯坦丁·罗科索夫斯基
- 蘇聯元帥费奥多尔·托尔布欣
- 蘇聯海軍元帥伊萬·伊薩科夫
- 海軍元帥阿列克謝·索罗金
- 炮兵元帥瓦西里·卡扎科夫（俄语：Казаков, Василий Иванович (маршал артиллерии)）
- 大將雅科夫·克列伊澤爾（英语：Yakov Kreizer）
- 海军上将菲利普·奥克佳布里斯基
- 中將瓦西里·巴達諾夫（英语：Vasily Badanov）
- 上校包尔江·玛穆什
- 中校法蒂赫·沙里波夫（英语：Fatyh Zaripovich Sharipov）
- 少校瓦西里·弗拉基米尔阿维奇·贝科夫（後為白俄羅斯作家和社會活動家）
- 少校劳尔-尤里·埃尔维尔（英语：Raul–Yuri Georgievich Ervier）
- 少校娜塔莉亚·梅克林（英语：Natalya Meklin）（女轰炸机飞行员）
- 上尉瑪麗亞•冬妮娜（英语：Mariya Dolina）（女轟炸機飛行員）
- 上尉迪米特里·苏达耶夫
- 中尉、画家弗谢沃洛德·巴热诺夫（英语：Vsevolod Bazhenov）
- 中尉阿列克謝·普羅科波維奇·別列斯特（三名將勝利旗插上柏林國會大廈穹頂的紅軍士兵之一）
- 中士米哈伊爾·葉戈羅夫（三名將勝利旗插上柏林國會大廈穹頂的紅軍士兵之一）
- 下士梅利通·坎塔里亞（英语：Meliton Kantaria）（三名將勝利旗插上柏林國會大廈穹頂的紅軍士兵之一）
- 坦克营指挥官、画家阿尔谢尼·谢苗诺夫
- 炮兵、画家罗斯季斯拉夫·沃夫库什夫斯基（英语：Rostislav Vovkushevsky）
- 苏联人民艺术家尤里·尼库林（英语：Yuri Nikulin）

### 外国获奖者
- 波兰元帅马里安·斯彼哈尔斯基（英语：Marian Spychalski）
- 波兰大将、总统沃依切赫·雅鲁泽尔斯基
- 波兰准将米奇斯瓦夫·齐甘（英语：Mieczysław Cygan）
- 捷克斯洛伐克第一集团军司令、大将卢德维克·斯沃博达
- 立陶宛中校佩特拉斯·西尼斯（英语：Petras Ciunis）
- 挪威共产党政治家阿斯比约恩·艾德文·森德（英语：Asbjørn Sunde）
- 罗马尼亚将军瓦西里·阿塔纳西乌（英语：Vasile Atanasiu）
- 法国少校罗兰·波尔兹·德沃伊·德拉·波伊佩（英语：Roland de la Poype）
- 法国中校皮埃尔·普伊亚德（英语：Pierre Pouyade）
- 南斯拉夫上尉柳博米尔·米洛舍维奇
- 美军战士、红军战士約瑟夫·拜爾勒（英语：Joseph Beyrle）（唯一曾先后在美军和苏军服役的军人）